# Handball League Playout 2024
Das Quickline Handball League Playout 2024 war das Playout der Handball League 2023/24. Es war das 9. Playout der Handball League, der höchsten Spielklasse des Handballs der Männer in der Schweiz. Der HSC Kreuzlingen siegte im vierten Spiel gegen den CS Chênois Genève Handball.

## Modus
Das Playout wurde im Best-of-Five-Modus ausgetragen. Der Zweitletzte spielte gegen den Letzten der Hauptrunde.

## Übersicht
|  | 9  | HSC Kreuzlingen            | 30 | 19 | 30 | 32 |  |
|  | 10 | CS Chênois Genève Handball | 28 | 25 | 26 | 31 |  |

## Spiele
Übersicht
| Sonntag, 7. April 2024 18:00 Uhr | HSC Kreuzlingen             | 30:28        | CS Chênois Genève Handball | Sporthalle Egelsee, Kreuzlingen Zuschauer: 480 Schiedsrichter: Brunner & Salah |
| Sonntag, 7. April 2024 18:00 Uhr | meiste Tore: Tahirukaj (10) | (15:17)      | meiste Tore: Simenas (7)   | Sporthalle Egelsee, Kreuzlingen Zuschauer: 480 Schiedsrichter: Brunner & Salah |
| Sonntag, 7. April 2024 18:00 Uhr | Strafen: 1× 3×              | Spielbericht | Strafen: 2×                | Sporthalle Egelsee, Kreuzlingen Zuschauer: 480 Schiedsrichter: Brunner & Salah |

| Donnerstag, 11. April 2024 20:30 Uhr | CS Chênois Genève Handball | 25:19        | HSC Kreuzlingen        | Sous-Moulin, Chênois Zuschauer: 570 Schiedsrichter: L. Hardegger & S. Hardegger |
| Donnerstag, 11. April 2024 20:30 Uhr | meiste Tore: Chardon (7)   | (12:12)      | meiste Tore: Dedaj (5) | Sous-Moulin, Chênois Zuschauer: 570 Schiedsrichter: L. Hardegger & S. Hardegger |
| Donnerstag, 11. April 2024 20:30 Uhr | Strafen: 2× 3×             | Spielbericht | Strafen: 4×            | Sous-Moulin, Chênois Zuschauer: 570 Schiedsrichter: L. Hardegger & S. Hardegger |

| Sonntag, 14. April 2024 18:00 Uhr | HSC Kreuzlingen          | 30:26        | CS Chênois Genève Handball | Sporthalle Egelsee, Kreuzlingen Zuschauer: 450 Schiedsrichter: Müller & Schaad |
| Sonntag, 14. April 2024 18:00 Uhr | meiste Tore: Brezina (8) | (13:13)      | meiste Tore: 4 Spieler (4) | Sporthalle Egelsee, Kreuzlingen Zuschauer: 450 Schiedsrichter: Müller & Schaad |
| Sonntag, 14. April 2024 18:00 Uhr | Strafen: 2×              | Spielbericht | Strafen: 1× 4× 1×          | Sporthalle Egelsee, Kreuzlingen Zuschauer: 450 Schiedsrichter: Müller & Schaad |

- Erwan Parville (CS Chênois Genève Handball) erhielt nach 7:09 min Spielzeit die Rote Karte.

| Donnerstag, 18. April 2024 20:30 Uhr | CS Chênois Genève Handball       | 31:32        | HSC Kreuzlingen          | Sous-Moulin, Chênois Zuschauer: 610 Schiedsrichter: H. Gallardo Albert & O. Gallardo Albert |
| Donnerstag, 18. April 2024 20:30 Uhr | meiste Tore: Simenas & Poret (6) | (18:17)      | meiste Tore: Brezina (9) | Sous-Moulin, Chênois Zuschauer: 610 Schiedsrichter: H. Gallardo Albert & O. Gallardo Albert |
| Donnerstag, 18. April 2024 20:30 Uhr | Strafen: 3×                      | Spielbericht | Strafen: 1× 6×           | Sous-Moulin, Chênois Zuschauer: 610 Schiedsrichter: H. Gallardo Albert & O. Gallardo Albert |